# Trigonometopus frontalis
Trigonometopus frontalis är en tvåvingeart som först beskrevs av Johann Wilhelm Meigen 1830.  Trigonometopus frontalis ingår i släktet Trigonometopus, och familjen lövflugor. Arten är reproducerande i Sverige.

## Bildgalleri

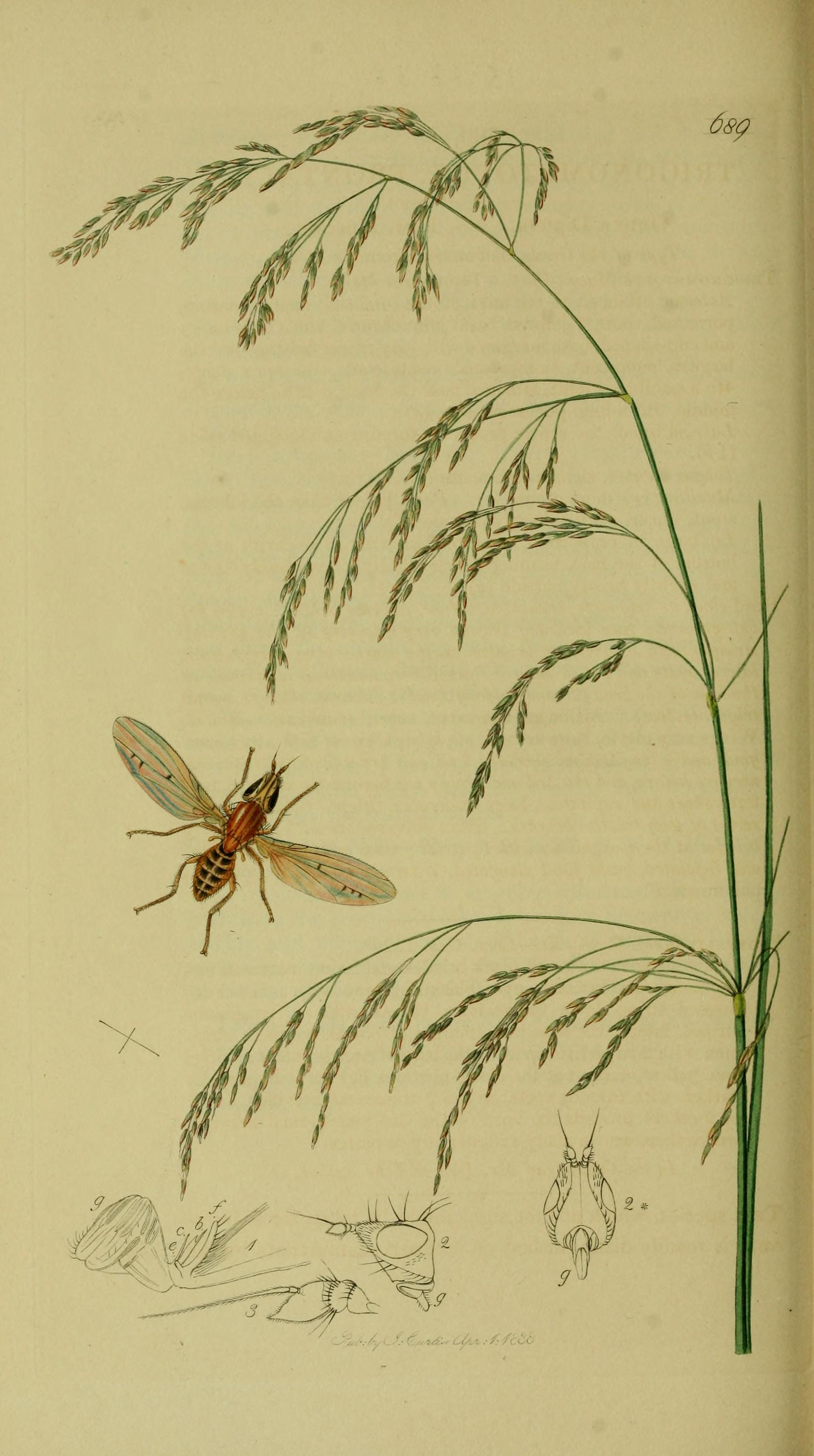